# Даниленко Світлана Василівна
Світлана Василівна Далиленко (нар. 30 листопада 1952, м. Корсаков) — українська громадсько-політична діячка. Кандидат економічних наук (2004), доцент.

## Життєпис
Закінчила Київський технологічний інститут легкої промисловості (1977, спеціальність — інженер-технолог).
Працювала в Центральному спеціальному проектно-конструкторському технологічному бюро легкої промисловості (1972—1992), від 1992 працює у Міністерстві освіти і науки України: головним спеціалістом, заступником начальника відділу, начальником відділу, заступником директора департаменту, директором департаменту економіки та фінансування та радником Міністра освіти і науки України (2017—2018).
У грудні 2018 року працює заступником Міністра освіти і науки України.

## Нагороди
- звання «Заслужений працівник освіти України» (2003),
- орден княгині Ольги III ступеня (2018)[2].